# Montmelas-Saint-Sorlin
Montmelas-Saint-Sorlin là một xã thuộc tỉnh Rhône trong vùng Auvergne-Rhône-Alpes phía đông nước Pháp. Xã này nằm ở khu vực có độ cao trung bình 300 mét trên mực nước biển.